# Angel Chelala
Angel Chelala (né le 23 août 1989 à Gibara à Cuba) est un athlète français, spécialiste des épreuves de sprint.

## Biographie
Vice-champion de France du 400 mètres en 2013, derrière Mame-Ibra Anne, il remporte cette même année lors des Jeux de la Francophonie à Nice la médaille d'argent du 400 m, partagée avec son compatriote Toumany Coulibaly, et la médaille d'or du relais 4 × 400 m, avec Toumany Coulibaly, Mamoudou Hanne et Yoann Décimus.
Il est sacré champion de France en salle du 400 mètres en 2014 et 2016, et vice-champion de France en salle en 2015.